# Coupe du monde de softball
La Coupe du monde de Softball est un tournoi opposant plusieurs équipes nationales féminines de softball de l'Amateur Softball Association, et dont la première édition eut lieu en 2005. 

## Format
C'est un tournoi de format Round Robin, avec 6 équipes. Chaque équipe rencontre les autres, puis les deux équipes avec les meilleurs résultats s'affrontent lors d'une seule partie et détermine le champion.
Il n'y eut pas d'édition en 2008, année des Jeux olympiques de Pékin où le Softball faisait partie des sports olympiques (Il n'est toutefois plus un sport olympique depuis).
Tous les tournois ont lieu au ASA Hall of Fame Stadium à Oklahoma City, en Oklahoma (États-Unis).

## Palmarès
| Année | Champion   | Score | Seconde place | 3ème place         | Score | 4ème place       |
| ----- | ---------- | ----- | ------------- | ------------------ | ----- | ---------------- |
| 2005  | Japon      | 3-1   | États-Unis    | Australie          | 7-1   | Chine            |
| 2006  | États-Unis | 5-2   | Japon         | Canada             | 2-0   | Australie        |
| 2007  | États-Unis | 3-0   | Japon         | Canada             | 8-2   | Chine            |
| 2009  | États-Unis | 3-1   | Australie     | Canada             | 4-1   | Japon            |
| 2010  | États-Unis | 5-1   | Japon         | États-Unis espoirs | 9-3   | Canada           |
| 2011  | États-Unis | 6-4   | Japon         | Canada             | 4-1   | Australie        |
| 2012  | États-Unis | 3-0   | Australie     | Canada             | 11-8  | Pays-Bas         |
| 2013  | Japon      | 6-3   | États-Unis    | Australie          | 4-3   | Canada           |
| 2014  | États-Unis | 5-2   | Canada        | Taipei chinois     | 3-1   | Japon            |
| 2015  | États-Unis | 6-1   | Japon         | Porto Rico         | 3-2   | Canada           |
| 2016  | Japon      | 2-1   | États-Unis    | Australie          | 4-3   | États-Unis élite |
| 2017  | Japon      | 2-1   | États-Unis    | Canada             | 3-0   | Australie        |